# 청도 명대리 사철나무
청도 명대리 사철나무(淸道 明大里 사철나무)는 경상북도 청도군 각북면 명대리에 있는 사철나무이다. 1994년 9월 29일 경상북도의 기념물 제101호로 지정되었다가, 2012년 9월 5일 나무가 죽으면서 보호수로서의 가치가 없어져, 지정이 해제되었다.

## 참고 문헌
- 청도명대리사철나무 - 국가유산청 국가유산포털